# Paul Iorgovici
Paul Iorgovici (n. 28 aprilie 1764, Vărădia, județul Caraș-Severin - d. 21 martie 1808, la Vârșeț), a fost om de cultură, jurist, pedagog, istoric, filozof, cercetător al limbii române.

## Biografie
Paul Iorgovici s-a născut la data de 28 aprilie 1764, în Vărădia , lângă Oravița, într-o familie de preoți . În casa părintească, alături de cei doi frați, au învățat să scrie și să citească românește, astfel primind o educație aleasă. Școala primară o face la Vârșeț, până la vârsta de 12 ani. Completează studiile la Pozsony (Bratislava de azi), unde studiază filozofia, apoi urmează dreptul la Pesta și devine notar jurat la numai 23 ani. În 1787 studiază dreptul public austriac la Viena. Paul Iorgovici devine cenzor la tipogrfia nobilului Kurzböck,unde tipărește multe cărți românești, unele aduse din Principate. Cea mai valoroasă lucrare a sa: Observații de limba rumânească, apărută la Buda în 1799,lucrare care demonstrează latinitatea limbii române.A alcătuit și un dicționar în patru limbi: română, latină,franceză și germană dar care nu a ajuns pînă la litera Z,ci s-a optit la litera M.A tradus documente aduse de la Roma, care faceau referire la originile românilor. Paul Iorgovici era considerat capionier al deșteptării românilor din Banat și mândria românilor bănățeni (Medoia, pg.11). A murit la Vârșeț, la nici 44 de ani.

Bibliografie: 
- Paul Iorgovici, învățat și patriot bănățean (91764-1808), de  Ion Medoia, Timișoara, Eurostampa, 2008
- Biblioteca și oamenii cărții, de Gheorghe Jurma, Reșița, TIM, 2012

Categorie: Cultură
1. ↑  Medoia, Ion (2008). Paul Iorgovici, învățat și patriot bănățean. Eurostampa. p. 11.